# Campeonato Mundial Junior de Natación de 2019
El VII Campeonato Mundial Junior de Natación se celebró en Budapest (Hungría) entre el 20 y el 25 de agosto de 2019 bajo la organización de la Federación Internacional de Natación (FINA) y la Federación Húngara de Natación.
Las competiciones se realizaron en el Arena Danubio de la ciudad húngara.

## Resultados

### Masculino
| Evento                    | Oro                                                                                                | Plata                                                                                           | Bronce                                                                                  |
| ------------------------- | -------------------------------------------------------------------------------------------------- | ----------------------------------------------------------------------------------------------- | --------------------------------------------------------------------------------------- |
| 50 m libre (23.08)        | Vladyslav Bujov · Ucrania · 22,13                                                                  | David Curtiss Estados Unidos 22,14                                                              | Adam Chaney Estados Unidos 22,40                                                        |
| 100 m libre (25.08)       | Andréi Minakov · Rusia · 48,73                                                                     | Joshua Liendo · Canadá · 49,17                                                                  | Robin Hanson · Suecia · 49,25                                                           |
| 200 m libre (21.08)       | Luca Urlando Estados Unidos 1:46,97                                                                | Robin Hanson · Suecia · 1:47,03                                                                 | Murilo Sartori · Brasil · 1:47,39                                                       |
| 400 m libre (20.08)       | Gabor Zombori · Hungría · 3:46,06                                                                  | Thomas Neill Australia 3:46,27                                                                  | Aleksandr Egorov · Rusia · 3:47,36                                                      |
| 800 m libre (22.08)       | Franko Grgić · Croacia · 7:45,92                                                                   | Ilia Sibirtsev · Rusia · 7:48,05                                                                | Thomas Neill Australia 7:48,65                                                          |
| 1500 m libre (25.08)      | Franko Grgić · Croacia · 14:46,09 RMJ                                                              | Thomas Neill Australia 14:59,19                                                                 | Ilia Sibirtsev · Rusia · 15:05,17                                                       |
| 50 m espalda (23.08)      | Jan Čejka · República Checa · 25,08                                                                | Wyatt Davis Estados Unidos 25,23                                                                | Thomas Ceccon · Italia · 25,35                                                          |
| 100 m espalda (21.08)     | Thomas Ceccon · Italia · 53,46                                                                     | Nikolay Zuev · Rusia · 53,59                                                                    | Wyatt Davis Estados Unidos 54,14                                                        |
| 200 m espalda (25.08)     | Wyatt Davis Estados Unidos 1:58,18                                                                 | Carson Foster Estados Unidos 1:58,47                                                            | Mewen Tomac Francia 1:58,71                                                             |
| 50 m braza (25.08)        | Vladislav Gerasimenko · Rusia · 27,58                                                              | Gabe Mastromatteo · Canadá · 27,73                                                              | Archie Goodburn Reino Unido 27,83                                                       |
| 100 m braza (21.08)       | Vladislav Gerasimenko · Rusia · 59,97                                                              | Josh Matheny Estados Unidos 1:00,17                                                             | Kevin Houseman Estados Unidos 1:00,55                                                   |
| 200 m braza (23.08)       | Josh Matheny Estados Unidos 2:09,40                                                                | Shoma Sato Japón 2:09,56                                                                        | Yuta Arai Japón 2:10,84                                                                 |
| 50 m mariposa (24.08)     | Thomas Ceccon · Italia · 23,37                                                                     | Andrey Minakov · Rusia · 23,39                                                                  | Josif Miladinov Bulgaria 23,48                                                          |
| 100 m mariposa (22.08)    | Andrey Minakov · Rusia · 51,25                                                                     | Federico Burdisso · Italia · 51,83                                                              | Egor Pavlov · Rusia · 51,90                                                             |
| 200 m mariposa (25.08)    | Luca Urlando Estados Unidos 1:55,02                                                                | Tomoru Honda Japón 1:55,31                                                                      | Federico Burdisso · Italia · 1:55,39                                                    |
| 200 m estilos (21.08)     | Carson Foster Estados Unidos 1:58,46                                                               | Finlay Knox · Canadá · 1:59,44                                                                  | Apostolos Papastamos · Grecia · 1:59,62                                                 |
| 400 m estilos (24.08)     | Apostolos Papastamos · Grecia · 4:11,93 RMJ                                                        | Ilia Borodin · Rusia · 4:12,95                                                                  | Léon Marchand Francia 4:16,37                                                           |
| 4 × 100 m libre (20.08)   | Estados Unidos Jake Magahey Luca Urlando Adam Chaney Carson Foster 3:15,80 RMJ                     | Rusia · Arsenii Chivilev · Aleksandr Shchegolev · Egor Pavlov · Andrey Minakov · 3:16,26        | Italia · Federico Burdisso · Thomas Ceccon · Mario Nicotra · Stefano Nicetto · 3:16,29  |
| 4 × 200 m libre (23.08)   | Estados Unidos Jake Magahey Luca Urlando Jake Mitchell Carson Foster 7:08,37 RMJ                   | Rusia · Nikita Danilov · Aleksandr Shchegolev · Maksim Aleksandrov · Aleksandr Egorov · 7:11,90 | Australia Thomas Neill Mitchell Tinsley Thomas Hauck Alexander Grant 7:15,06            |
| 4 × 100 m estilos (25.08) | Rusia · Nikolay Zuev · Vladislav Gerasimenko · Andrey Minakov · Aleksandr Shchegolev · 3:33,19 RMJ | Estados Unidos Will Grant Josh Matheny Blake Manoff Adam Chaney 3:33,66                         | Canadá · Cole Pratt · Gabe Mastromatteo · Joshua Liendo Edwards · Finlay Knox · 3:36,35 |

### Femenino
| Evento                    | Oro                                                                             | Plata                                                                                           | Bronce                                                                                           |
| ------------------------- | ------------------------------------------------------------------------------- | ----------------------------------------------------------------------------------------------- | ------------------------------------------------------------------------------------------------ |
| 50 m libre (25.08)        | Gretchen Walsh Estados Unidos 24,71                                             | Maxine Parker Estados Unidos 24,75                                                              | Meg Harris Australia 24,89                                                                       |
| 100 m libre (22.08)       | Gretchen Walsh Estados Unidos 53,74                                             | Torri Huske Estados Unidos 54,54                                                                | Meg Harris Australia 54,58                                                                       |
| 200 m libre (25.08)       | Erika Fairweather Nueva Zelanda 1:57,96                                         | Lani Pallister Australia 1:58,09                                                                | Emma O'Croinin · Canadá · 1:58,64                                                                |
| 400 m libre (23.08)       | Lani Pallister Australia 4:05,42                                                | Emma O'Croinin · Canadá · 4:08,11                                                               | Rachel Stege Estados Unidos 4:08,30                                                              |
| 800 m libre (21.08)       | Lani Pallister Australia 8:22,49                                                | Miyu Namba Japón 8:27,24                                                                        | Giulia Salin · Italia · 8:28,99                                                                  |
| 1500 m libre (24.08)      | Lani Pallister Australia 15:58,86                                               | Giulia Salin · Italia · 16:14,00                                                                | Chase Travis Estados Unidos 16:18,04                                                             |
| 50 m espalda (24.08)      | Bronte Job Australia 27,87                                                      | Jade Hannah · Canadá Daria Vaskina · Rusia · 27,91                                              | —                                                                                                |
| 100 m espalda (21.08)     | Jade Hannah · Canadá · 59,63                                                    | Claire Curzan Estados Unidos 1:00,00                                                            | Daria Vaskina · Rusia · 1:00,02                                                                  |
| 200 m espalda (22.08)     | Jade Hannah · Canadá · 2:09,28                                                  | Lena Grabowski · Austria · 2:10,27                                                              | Erika Gaetani · Italia · 2:10,52                                                                 |
| 50 m braza (21.08)        | Benedetta Pilato · Italia · 30,60                                               | Kayla van der Merwe Reino Unido 30,91                                                           | Kaitlyn Dobler Estados Unidos 30,92                                                              |
| 100 m braza (23.08)       | Evgeniia Chikunova · Rusia · 1:06,93                                            | Kaitlyn Dobler Estados Unidos 1:06,97                                                           | Kayla van der Merwe Reino Unido 1:07,06                                                          |
| 200 m braza (25.08)       | Evgeniia Chikunova · Rusia · 2:24,03                                            | Anastasia Makarova · Rusia · 2:24,39                                                            | Mei Ishihara Japón 2:24,99                                                                       |
| 50 m mariposa (23.08)     | Torri Huske Estados Unidos 25,70                                                | Anastasiya Shkurdai · Bielorrusia · 25,77                                                       | Claire Curzan Estados Unidos 25,81                                                               |
| 100 m mariposa (25.08)    | Torri Huske Estados Unidos 57,71                                                | Anastasiya Shkurdai · Bielorrusia · 57,98                                                       | Claire Curzan Estados Unidos 58,37                                                               |
| 200 m mariposa (21.08)    | Lillie Nordmann Estados Unidos 2:08,24                                          | Blanka Berecz · Hungría · 2:08,93                                                               | Charlotte Hook Estados Unidos 2:09,00                                                            |
| 200 m estilos (23.08)     | Justina Kozan Estados Unidos 2:11,55                                            | Alba Vázquez · España · 2:13,43                                                                 | Mei Ishihara Japón 2:13,52                                                                       |
| 400 m estilos (20.08)     | Alba Vázquez · España · 4:38,53 RMJ                                             | Isabel Gormley Estados Unidos 4:39,15                                                           | Michaella Glenister Reino Unido 4:39,35                                                          |
| 4 × 100 m libre (24.08)   | Estados Unidos Gretchen Walsh Torri Huske Grace Cooper Amy Tang 3:37,61         | Australia Mollie O'Callaghan Meg Harris Lani Pallister Rebecca Jacobson 3:40,85                 | Italia · Chiara Tarantino · Maria Masciopinto · Emma Menicucci · Gaia Pesenti · 3:42,04          |
| 4 × 200 m libre (20.08)   | Estados Unidos Lillie Nordmann Erin Gemmell Justina Kozan Claire Tuggle 7:55,49 | Australia Lani Pallister Michaela Ryan Rebecca Jacobson Jenna Forrester 7:57,87                 | Canadá · Brooklyn Douthwright · Katrina Bellio · Genevieve Sasseville · Emma O'Croinin · 8:01,14 |
| 4 × 100 m estilos (25.08) | Estados Unidos Claire Curzan Kaitlyn Dobler Torri Huske Gretchen Walsh 3:59,13  | Rusia · Daria Vaskina · Evgeniia Chikunova · Aleksandra Sabitova · Ekaterina Nikonova · 4:00,30 | Canadá · Jade Hannah · Avery Wiseman · Hanna Henderson · Brooklyn Douthwright · 4:03,17          |

### Mixto
| Evento                    | Oro                                                                           | Plata                                                                                          | Bronce                                                                                         |
| ------------------------- | ----------------------------------------------------------------------------- | ---------------------------------------------------------------------------------------------- | ---------------------------------------------------------------------------------------------- |
| 4 × 100 m libre (22.08)   | Estados Unidos Luca Urlando Adam Chaney Amy Tang Gretchen Walsh 3:25,92 RMJ   | Rusia · Aleksandr Shchegolev · Andrey Minakov · Daria Trofimova · Ekaterina Nikonova · 3:27,72 | Italia · Federico Burdisso · Thomas Ceccon · Chiara Tarantino · Costanza Cocconcelli · 3:29,12 |
| 4 × 100 m estilos (21.08) | Estados Unidos Will Grant Josh Matheny Torri Huske Gretchen Walsh 3:44,84 RMJ | Rusia · Nikolay Zuev · Anastasia Makarova · Andrey Minakov · Ekaterina Nikonova · 3:48,06      | Canadá · Jade Hannah · Gabe Mastromatteo · Joshua Liendo Edwards · Hanna Henderson · 3:48,20   |

## Medallero
| Núm. | País            | Oro | Plata | Bronce | Total |
| ---- | --------------- | --- | ----- | ------ | ----- |
| 1    | Estados Unidos  | 18  | 10    | 9      | 37    |
| 2    | Rusia           | 7   | 11    | 4      | 22    |
| 3    | Australia       | 4   | 5     | 4      | 13    |
| 4    | Italia          | 3   | 2     | 7      | 12    |
| 5    | Canadá          | 2   | 5     | 5      | 12    |
| 6    | Croacia         | 2   | 0     | 0      | 2     |
| 7    | España          | 1   | 1     | 0      | 2     |
| 7    | Hungría         | 1   | 1     | 0      | 2     |
| 9    | Grecia          | 1   | 0     | 1      | 2     |
| 10   | Nueva Zelanda   | 1   | 0     | 0      | 1     |
| 10   | República Checa | 1   | 0     | 0      | 1     |
| 10   | Ucrania         | 1   | 0     | 1      | 1     |
| 13   | Japón           | 0   | 3     | 3      | 6     |
| 14   | Bielorrusia     | 0   | 2     | 0      | 2     |
| 15   | Reino Unido     | 0   | 1     | 3      | 4     |
| 16   | Suecia          | 0   | 1     | 1      | 2     |
| 17   | Austria         | 0   | 1     | 0      | 1     |
| 18   | Francia         | 0   | 0     | 2      | 2     |
| 19   | Brasil          | 0   | 0     | 1      | 1     |
| 19   | Bulgaria        | 0   | 0     | 1      | 1     |
|      | TOTAL           | 42  | 43    | 41     | 126   |

- Datos: Q56309754